# René Zaccariotto
Pas d'image ? Cliquez ici

a Compétitions nationales et continentales officielles uniquement.

René Zaccariotto, né le 14 janvier 1943 à Saint-Thomas, est un joueur français de rugby à XV et de rugby à XIII dans les années 1960 à 1970. Il occupe au cours de sa carrière les postes de troisième ligne à XV et de Troisième ligne à XIII.
Formé en rugby à XV à l'U.S. L'Isle-Jourdain, il rejoint ensuite le C.A. Lannemezanais et joue pour ce dernier dans le Championnat de France.
En 1968, avec son coéquipier Roger Biffi, il change de code de rugby et signe en rugby à XIII au R.C. Saint-Gaudens. Il devient l'un des joueurs clés du club et dispute de nombreuses finales de Championnat de France pour deux titres décrochés lors des éditions 1970 et 1974 avec Jean-Pierre Lecompte, Michel Molinier et Victor Serrano.

## Palmarès

### Rugby à XV

#### Détails en club
| Saison    | Saison           | Championnat           | Championnat    |
| Saison    | Saison           | Comp.                 | Class.         |
| --------- | ---------------- | --------------------- | -------------- |
| 1966-1967 | CA Lannemezanais | Championnat de France | Phase de poule |
| 1967-1968 | CA Lannemezanais | Championnat de France | 1/16 finale    |

### Rugby à XIII
- Collectif :
  - Vainqueur du Championnat de France : 1970 et 1974 (Saint-Gaudens).
  - Vainqueur de la Coupe de France : 1973 (Saint-Gaudens).
  - Finaliste du Championnat de France : 1969, 1971 et 1972 (Saint-Gaudens).

#### Détails en club
| Saison    | Saison           | Championnat           | Championnat | Coupe           | Coupe      |
| Saison    | Saison           | Comp.                 | Class.      | Comp.           | Class.     |
| --------- | ---------------- | --------------------- | ----------- | --------------- | ---------- |
| 1968-1969 | RC Saint-Gaudens | Championnat de France | Finaliste   | Coupe de France | 1/8 finale |
| 1969-1970 | RC Saint-Gaudens | Championnat de France | Champion    | Coupe de France | 1/8 finale |
| 1970-1971 | RC Saint-Gaudens | Championnat de France | Finaliste   | Coupe de France | 1/4 finale |
| 1971-1972 | RC Saint-Gaudens | Championnat de France | Finaliste   | Coupe de France | 1/4 finale |
| 1972-1973 | RC Saint-Gaudens | Championnat de France | Barrage     | Coupe de France | Vainqueur  |
| 1973-1974 | RC Saint-Gaudens | Championnat de France | Champion    | Coupe de France | 1/4 finale |
| 1974-1975 | RC Saint-Gaudens | Championnat de France | 1/4 finale  | Coupe de France | 1/2 finale |
| 1975-1976 | RC Saint-Gaudens | Championnat de France | 13e         | Coupe de France | 1/8 finale |
| 1976-1977 | RC Saint-Gaudens | Championnat de France | 14e         | Coupe de France | 1/8 finale |
| 1977-1978 | RC Saint-Gaudens | Championnat de France | 26e         | Coupe de France |            |
| 1978-1979 | RC Saint-Gaudens | Championnat de France | 1/4 finale  | Coupe de France |            |
| 1979-1980 | RC Saint-Gaudens | Championnat de France | 14e         | Coupe de France | 1/8 finale |